# Desantni brodovi klase Endurance
Klasa Endurance je klasa singapurskih desantnih brodova. U službi su zamijenili stare američke desantne tenkonosce (eng. tank landing ships, LST) klase Country. Izgrađeno je pet plovila ove klase, prvotna četiri za potrebe singapurske ratne mornarice i naknadno još jedan po narudžbi tajlandske ratne mornarice.

## Zahtjevi
Zbog nedostatka prikladnog područja za izobrazbu, trenažu i vježbe vojnih postrojbi unutar vlastitih granica, singapurske oružane snage prisiljene su takve aktivnosti provoditi u drugim, od Republike Singapur ponekad i prilično udaljenim zemljama poput Australije i Francuske. Za transport opreme i ljudstva prema tim udaljenim odredištima Mornarica Republike Singapur je rabila ukupno šest desantnih tenkonosaca (eng. Landing Ship Tank, LST) američke klase County (LST 511-1152). No, zastarjelost i sporost tih brodova koji su građeni prije više od 50 godina, njihovi sve veći operativni troškovi i skupoća održavanja te neučinkovitost djelovanja, natjerali su singapursku ratnu mornaricu na nabavu bržih i učinkovitijih desantnih brodova. Prvi korak bila je kupnja bivšeg britanskog logističko-desantnog broda koji je 1994. primljen flotu u kao RSS Perseverance. Prema singapurskim vojnim analitičarima potreba za novom klasom desantnih brodova pokazala se već odavno. Kapacitet postojećih desantnih brodova postao je nedovoljan za udovoljavanje sve većim zahtjevima tamošnjih oružanih snaga.
Iz tih je razloga sredinom devedesetih godina odlučeno krenuti u izgradnju novih desantnih brodova, a izradba projekta i gradnja brodova povjerena je singapurskom poduzeću Singapore Technologies Marine (STM), dijelu koncerna Singapore Technologies (ST), koje u suradnji s američkim brodogradilištem Ingalls Shipbuilding u vrlo kratkom roku izradilo projekt STEM 1400 LST (eng. System trainer and exercise module). Ugovor za gradnju prve jedinice L 207 potpisan je u kolovozu 1996., a njezina je gradnja započela već početkom 1997. u brodogradilištu Banoi poduzeća STM. Dana 27. ožujka iste godine položena je kobilica prvog broda koji je porinut već 14. ožujka 1998. kao RSS Endurance (L 207), preuzevši tako ime otpisanog broda klase County. Kobilica druge jedinice položena je 1997., a preostalih dviju 1998. Ukupno je izgrađeno pet desantnih brodova klase Endurance, iako je prvotno bilo planirano napraviti samo četiri plovila. Posljednji, HTMS Angthong je porinut 21. ožujka 2011. i namijenjen je tajlandskoj ratnoj mornarici.

## Projekt i namjena
Desantni tenkonosci tipa STEM 1400 LST projektirani su kako bi udovoljili zahtjevima malih ratnih mornarica poput singapurske. Ponajprije radi se o zahtjevu da se uz što manji trošak dobije što djelotvorniji brod, te o zahtjevu za brodom koji bi imao što manje troškove održavanja, a pritom bi bio vrlo svestran sa širokim mogućnostima uporabe, primjerice, od transportnih operacija do pružanja borbene potpore. Uz desantnu namjenu ti novi brodovi rabe se i za operativnu i logističku potporu ostalim ratnim brodovima singapurske ratne mornarice, za izobrazbu, te pri operacijama spašavanja u humanitarnim katastrofama ili pomorskim nesrećama koje su česte u tom dijelu svijeta.
Konačni projekt klase Endurance je uravnotežio brojne zahtjeve koje je postavila singapurska ratna mornarica poput brzine, pomorstvenosti, stabiliteta, daljine plovidbe, helikopterskih operacija i plovidbe u plitkim vodama. Forma brodskog trupa je razvijena kroz opsežne programe ispitivanja koji su uključivali modelska ispitivanja i primjenu metoda numeričke hidrodinamike. Pomorstvenost broda je poboljšana ugradnjom velikih ljuljnih kobilica koje osiguravaju pasivno prigušenje valjanja broda.
Neka vojna vježbališta nemaju prikladno izgrađena pristajališta te je ondje bila nužna uporaba desantnih plovila za prijevoz osoblja i opreme s desantnih brodova na obalu. Kako bi se desantnim plovilima omogućilo iskrcavanje i ukrcavanje opreme i osoblja uz veću učinkovitost i sigurnost, novi desantni brodovi klase Endurance projektirani su s dokom u krmenom dijelu tako da se cijela operacija ukrcavanja ili iskrcavanja može obaviti bez obzira na vremenske prilike. Zbog tog doka, brodovi klase Endurance više podsjećaju na desantno-transportne brodove dokove (eng. Landing Platform Dock, LPD), no na desantne tenkonosce (LST), no u singapurskoj mornarici prevladalo je mišljenje kako bi brodove ipak trebalo klasificirati kao desantne tenkonosce.
Projekt brodova klase Endurance napravljen je u skladu sa standardima za stabilitet njemačke ratne mornarice kao i prema najnovijim propisima Međunarodne pomorske organizacije (eng. International Maritime Organization, IMO) za proračun stabiliteta oštećenog broda koji se primjenjuju za brodove za vodoravni pretovar na kotačima (Ro-Ro brodovi) na temelju kojih su projektirane pramčana i krmena rampa.

## Konstrukcija
Novi desantni brodovi su deplasmanske forme s "bulb" pramcem. Kod svih bitnih dijelova brodske strukture trup je pojačan prema standardima klasifikacijskih društava kako bi izdržao udarna opterećenja podvodnih eksplozija (morskih mina). Važni uređaji i oprema (glavna rasklopna ploča, navigacijska i komunikacijska oprema, borbeni sustav) elastično su temeljeni kako bi izdržali učinke podvodne eksplozije te ostali u funkciji. Radi lakšeg i bržeg utovara brodovi imaju pramčanu (iza rasklopnih vrata) i krmenu hidrauličnu rampu (koja zatvara dok). Jedinice klase Endurance karakterizira kutijasto nadgrađe koje se pruža od sredine broda prema pramcu, ostavljajući tako veliku krmenu palubnu površinu slobodnu za prostranu letnu palubu, a ta se površina može rabiti i za smještaj transportnih i oklopnih vozila. Na pramčanoj stijeni zapovjednog mosta ugrađeni su veliki prozori koji omogućuju zapovjedniku i časnicima neometani pogled prema naprijed.
Letna paluba je opremljena za dnevne i noćne operacije helikoptera sve do stanja mora 5, a može primiti dva helikoptera mase do oko 10 tona. U tu palubu je ugrađen sustav za prijam helikoptera Indal Technologies ASIST kojim je omogućeno prikapčanje helikoptera tijekom spuštanja te njihov premještaj po palubi do hangara i iz njega. U krmenom dijelu nadgrađa postoji prostrani hangar za smještaj dva do četiri helikoptera. Kabina za nadzor letnih operacija smještena nad hangarom osigurava cjelovit pogled na letnu palubu, a ondje je i konzola s koje časnik za sigurnost leta navodi helikopter.
Četiri brza mala desantna plovila tipa EP 01/FCEP (po dva na svakom boku broda) prevoze se na sohama na nadgrađu, a na palubi u doku se mogu smjestiti još četiri desantna plovila većeg tipa FCU) ili šest tipa FCEP, oba izgrađena u Singapuru.
Unutarnje brodske rampe i dizala omogućuju brz i učinkovit pretovar zaliha, oružja, opreme i vojnika smještenih na donjim palubama ili u doku na letnu (glavnu) palubu. Za ukrcaj i iskrcaj tereta s letne palube, obale kao i s drugog broda, jedinice klase Endurance na bokovima po sredini broda iza nadgrađa imaju dvije okretljive hidraulične dizalice nosivosti po 25 tona. Desantni brodovi klase Endurance najveći su ratni brodovi ikada izgrađeni u Singapuru te im je standardna istisnina 6000 tona, puna 8500 tona, duljina 141 metar, širina 21 m, visina 13,6 m, a gaz 5 m.
Smještaj je osiguran za 100 članova posade i pratećeg osoblja, iako standardna posada broji samo 65 članova (osam časnika te 57 dočasnika i mornara) što je gotovo upola manje od broja posade desantnih brodova klase County. Uvjet stanovanja je bio ključni zahtjev kod izradbe rasporeda prostora nastambi, a za blagovaonicu i rekreaciju osigurani su veliki prostori. Odvojeni smještaj predviđen je i za ženske članove posade, a svi prostori su u potpunosti klimatizirani kako bi se posadi omogućio što veći standard u tropskim klimatskim uvjetima. Prema procjeni stručnjaka na brodove klase Endurance mogao bi se smjestiti oko 350 vojnika s opremom uz još 18 tenkova i 20 transportnih vozila.

## Pogonska skupina
Propulzija je osigurana s dva dizelska motora Ruston 16 RK 270 ukupne snage 8820 kW (12.000 KS), koji preko reduktora pokreću dva brodska vijka s promjenjivim usponom tipa KaMeWa. Glavni motori su smješteni u dvije odvojene strojarnice kako bi se povećala mogućnost preživljavanja broda, a strojarski prostori su projektirani za automatsko upravljanje. Daljina plovidbe pri najvećoj brzini 15 čvorova je 5000 nautičkih milja, a pri brzini 12 čv doplov se povećava na 10.400 Nm. Za potrebe manevriranja kod malih brzina u brodove je ugrađen po jedan pramčani poprečni brodski vijak (traster). Električnu energiju osiguravaju četiri dizel generatora snage po 700 kW, a u svakoj strojarnici smještena su po dva generatora s rasklopnom pločom.

## Naoružanje
Ispred nadgrađa na pramčanom dijelu brodova klase Endurance nalazi se višenamjenski top OTO-Breda (bivši OTO Melara) Super Rapido kalibra 76/62 mm. On može poslužiti za pružanje paljbene potpore pri desantnim operacijama te gađanje ciljeva na površini mora na udaljenostima do 8,5 Nm (15,75 kilometara) i u zraku do 11,5 km. Cijela instalacija mase 8000 kg zatvorena je u stakloplastičnom kućištu bez posade ukupne duljine 8,2 m i visine 2,5 m. Brzina paljbe topa je do 120 hitaca u minuti, elevacija se kreće od -15 do +85 stupnjeva, dok se ukrcava do 80 granata mase po 6,3 kg.
Dva dvostruka lansera Matra SIMBAD za protuzračne projektile Matra/BAeDynamics (bivši Matra Defense) Mistral postavljena su na bokovima nadgrađa zbog bliske protuzračne obrane broda i desanta. Lanser SIMBAD ima masu 250 kg, visinu 2,3 m, a elevacija mu je od -5 do +55 stupnjeva. Sama raketa Mistral ima IC pasivno samonavođenje s programiranim procesorom selekcije signala cilja. Duljina joj je 1,8 m, brzina leta 2,5 Macha, a fragmentirajuća bojna glava mase 2,95 kg ima 1600 kuglica (od tungstena) te kontaktni i laserski blizinski upaljač. Raketa je učinkovita na udaljenostima od 300 do oko 6000 m i na visinama od 5 do 4500 m.
Za blisku obranu broda na krovu nadgrađa postavljene su dvije (mogu se dodati još dvije) teške strojnice CIS .50 kalibra 12,7 mm, mase 30 kg i najvećeg učinkovitog dometa 1830 m. Spomenimo kako se tijekom razvoja predviđalo da bi brodovi mogli biti naoružani s dva osmerostruka lansera sustava IAI Barak-1 s okomitim lansiranjem projektila, s dva PZ topa OTO-Breda Tipe 70 Compact kalibra 40/70 mm te CIWS sustavom Signaal Goalkeeper kalibra 30 mm, ali se od toga odustalo.
Brodovi klase Endurance nemaju stalno ukrcane helikoptere, ali s letne palube mogu istodobno djelovati dva helikoptera Eurocopter AS.332M Super Puma singapurskih zračnih snaga (RSAF) koji mogu prevesti po 21 vojnika, a čije su posade uvježbane za letne operacije s brodova.

## Elektronička oprema
Novi desantni brodovi klase Endurance za motrenje površine i zračnog prostora te označavanje ciljeva rabe radar Ericssson Sea Giraffe 150HC koji radi u G opsegu instrumentalnog dometa do oko 63 km (za cilj površine 4 m2). Navigacijski radar Kelvin Hughes Type 1007 (radi u I opsegu) može se rabiti i za nadzor letnih operacija jer ima pridružen pokazivač u boji tipa CTD.
Među sustavima za elektroničko ratovanje brodovi imaju sustav za elektroničku potporu (ESM) Rafael GET/RAN 1101 koji služi za otkrivanje, raščlambu i identifikaciju elektromagnetskih signala (pokriva opsege od 1 do 18 GHz) u realnom vremenu, dajući informacije sustavu za elektroničke protumjere. Uz to na nadgrađu su i dva lansera chaffova (rakete P 8) i IC-mamaca (rakete P 6) GEC Marconi (Siemens-Plessey) Shield Mk 3.
Zapovjedni sustav broda razvilo je poduzeće Singapore Technologies Electronics, a njegova arhitektura temelji se na optooelektroničkom sustavu za praćenje cilja Matra Defense Najir 2000 i sustavu za upravljanje paljbom. Optooelektronički sustav Najir 2000 ima sektorsko motrenje, otkrivanje i određivanje cilja, njihovo automatsko praćenje te nadzor topova kod djelovanja protiv površinskih i zračnih ciljeva, a singapurski stručnjaci su mu dodali i dodatne funkcije poput upravljanja radarom za praćenje cilja te generiranje optoelektroničkih ciljeva. U zapovjednom središtu broda postavljen je i trenažer poduzeća ST Electronics. Isti proizvođač je izradio i integrirani komunikacijski sustav SuperneT ST2300, dok su među ostalom elektroničkom opremom i GPS sustav Trimble Navigation te komercijalni satelitski komunikacijski sustav Inmarsat.

## Program gradnje
Prva jedinica nove klase, RSS Endurance (L 207) u službu je ušla 18. ožujka 2000., istodobno s drugom nazvanom RSS Resolution (L 208) koja je porinuta 1. kolovoza 1998. Porinuće trećeg broda RSS Persistence (L 209) zbilo se 13. ožujka 1999., dok je četvrti, RSS Endeavour (L 209), porinut 12. veljače 2000., a ušli su u flotu 7. travnja 2001. Prve tri jedinice nose imena poput brodova klase County, dok je četvrta preuzela ime otpisanog ophodnog, školskog i matičnog broda flotne oznake P 75.
Sva četiri desantna broda klase Endurance u sastavu singapurske ratne mornarice djelovat će u sklopu 191. eskadre desantnih brodova 3. flotile (ponajprije namijenjene za potporu) sa sjedištem u pomorskoj bazi Tuas. RSS Endurance je 5. svibnja 2000. godine krenuo na put oko svijeta i posjetio luke Honolulu, Acapulco, Norfolk i New York, Halifax, Plymouth, Toulon, Aleksandrija i Jeddah sve do povratka u Singapur i tako postao prvi brod singapurske ratne mornarice koji je oplovio zemaljsku kuglu.

## Plovila u klasi
Lista desantnih brodova klase Endurance:

### RSSEndurance(207)
- Brodogradilište:  Singapur (brodogradilište Singapore Technologies Marine)
- Kobilica položena: 27. ožujka 1997.
- Porinut: 14. ožujka 1998.
- Korisnik:  Singapur
- Uveden u službu: 18. ožujka 2000.
- Status: U aktivnoj službi (2012.)

Izvori:

### RSSResolution(208)
- Brodogradilište:  Singapur (brodogradilište Singapore Technologies Marine)
- Kobilica položena:
- Porinut: 1. kolovoza 1998.
- Korisnik:  Singapur
- Uveden u službu: 18. ožujka 2000.
- Status: U aktivnoj službi (2012.)

Izvori:

### RSSPersistence(209)
- Brodogradilište:  Singapur (brodogradilište Singapore Technologies Marine)
- Kobilica položena:
- Porinut: 13. ožujka 1999.
- Korisnik:  Singapur
- Uveden u službu: 7. travnja 2001.
- Status: U aktivnoj službi (2012.)

Izvori:

### RSSEndeavour(210)
- Brodogradilište:  Singapur (brodogradilište Singapore Technologies Marine)
- Kobilica položena:
- Porinut: 13. veljače 2001.
- Korisnik:  Singapur
- Uveden u službu: 7. travnja 2001.
- Status: U aktivnoj službi (2012.)

Izvori:

### HTMSAngthong(LPD-791)
- Brodogradilište:  Singapur
- Kobilica položena:
- Porinut: 21. ožujka 2011.
- Korisnik:  Tajland
- Uveden u službu:
- Status:

Izvori: 

### Zajednički poslužitelj
|  | Zajednički poslužitelj ima stranicu o temi Endurance class landing platform dock ship    |
|  | Zajednički poslužitelj ima još gradiva o temi Endurance class landing platform dock ship |